# Trihesperus
Trihesperus là một chi thực vật có hoa trong họ Asparagaceae.